# Yamate Kiichirō

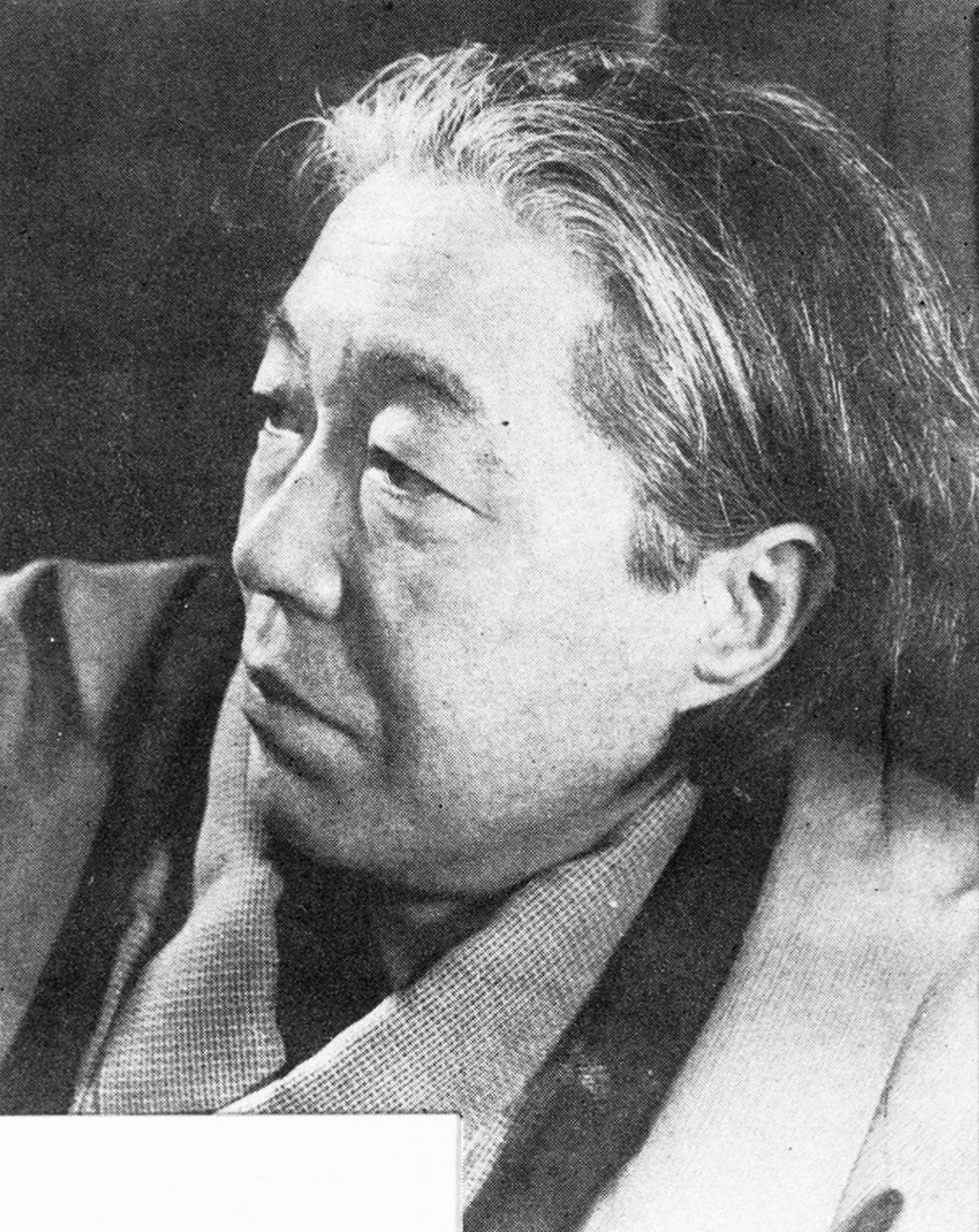
Yamate Kiichirō 1955

Yamate Kiichirō (japanisch 山手 樹一郎, eigentlich Iguchi Nagatsugu; geboren 11. Februar 1899 in der Präfektur Tochigi; gestorben 16. März 1978 in Tokio) war ein japanischer Schriftsteller.

## Leben und Wirken
Yamate Kiichirō trat nach seinem Abschluss an der „Meiji Junior High School“ (明治中学校) in den Verlag Hakubunkan (博文館) ein. Er gab dort die Jungenzeitschrift „Tankai“ (譚海) heraus und schloss Freundschaft mit dem jungen Autor Yamamoto Shūgorō (1903–1967). 1933 wurde „Ichi-nen'yo-bi“ (一年余日) – etwa „Mehr als ein Jahr“ – im Rahmen des „Public Literature Award“  (大衆文芸賞, Taishū bungei-shō) der Zeitung „Sunday Mainichi“ lobend erwähnt. Nachdem er das Unternehmen 1939 verlassen hatte, wurde er ein Schüler des Schriftstellers Hasegawa Shin und widmete sich verstärkt der Schriftstellerei.
Yamates erstes Werk war „Uguisu zamurai“ (うぐひす侍) – „Samurai Nachtigall“ (1940). Weitere repräsentative Werke sind „Momotarō zamurai“ (桃太郎侍) – „Samurai Momotarō“ (1940 bis 1041), „Kazan to Chōei“ (崋山と長英) (1943 bis 1944), das den „Noma Literary Encouragement Award“ (野間文芸奨励賞, Noma bungei shōrei-shō) gewann, und Yumesuke Senryō Miyage (夢介千両みやげ) – „Yumesukes Souvenir von tausend Goldstücken“ (1947 bis 1949), also Werke, die als Serien erschienen. In der Blütezeit der Leihbuchhandlungen nach dem Zweiten Weltkrieg wurden seine historisch-humoristischen Romane, die sich durch die Warmherzigkeit der Figuren und durch ein klares Urteil über Gut und Böse auszeichneten, von vielen Lesern gelesen.